# Bogumił Pawłowski

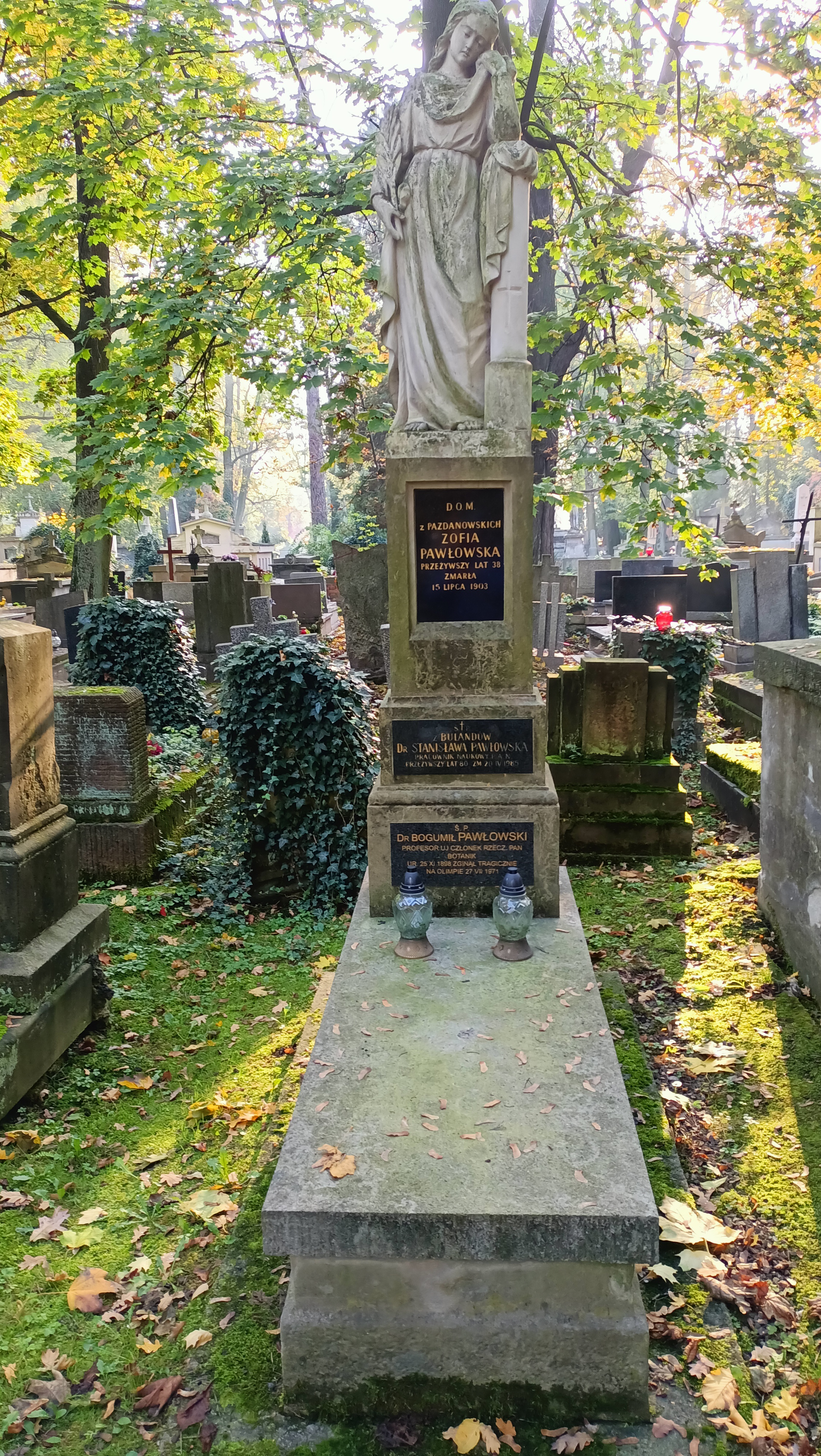
Grób Bogumiła Pawłowskiego na cmentarzu Rakowickim w Krakowie

Bogumił Pawłowski (ur. 25 listopada 1898 w Krakowie, zm. 27 lipca 1971 w Salonikach) – polski botanik, członek rzeczywisty Polskiej Akademii Nauk, profesor Uniwersytetu Jagiellońskiego, dyrektor Instytutu Botaniki PAN w Krakowie.

## Życiorys
Dzieciństwo i młodość spędził w Nowym Sączu, w 1916 ukończył tam I Gimnazjum Klasyczne. W latach 1916–1921 studiował nauki przyrodnicze na Wydziale Filozoficznym Uniwersytetu Jagiellońskiego. Od 1921 pracował w Ogrodzie Botanicznym Uniwersytetu Jagiellońskiego, początkowo jako asystent, w 1922 obronił pracę doktorską napisaną pod kierunkiem Władysława Szafera, wydaną w 1925 jako Geobotaniczne stosunki Sądeczyzny, od 1925 pracował jako adiunkt. W 1930 otrzymał stopień doktora habilitowanego na podstawie pracy Elementy geograficzne i pochodzenie flory tatrzańskiego piętra turniowego. Od 1931 pracował jako stały adiunkt, w 1938 otrzymał tytuł profesora. W czasie II wojny światowej pracował w dalszym ciągu w Ogrodzie Botanicznym UJ.
W 1951 został profesorem zwyczajnym w Katedrze Botaniki Leśnej Wydziału Leśnego Uniwersytetu Jagiellońskiego, a po jego likwidacji w 1952 przeniósł się do Katedry Systematyki i Geografii 
Roślin Instytutu Botanicznego Wydziału Biologii i Nauk o Ziemi UJ. Kierował tą katedrą faktycznie od 1960 (po śmierci W. Szafera), formalnie od 1961. Przeszedł na emeryturę w 1965.
Od 1953 był także związany z Zakładem Botaniki PAN, przekształconym w 1956 w Instytut Botaniki PAN, był zastępcą dyrektora (1953–1960), następnie dyrektorem instytutu (1961–1968).
Od 1945 był członkiem korespondentem Polskiej Akademii Umiejętności, w 1952 został członkiem korespondentem, w 1966 członkiem rzeczywistym Polskiej Akademii Nauk.
W trakcie międzynarodowej wycieczki specjalistów geografii roślin w Grecji podczas wspinaczki na górę Olimp spadł z dwudziestometrowej wysokości i doznał obrażeń, w wyniku czego zmarł 27 lipca 1971 w szpitalu w Salonikach. Pochowany na cmentarzu Rakowickim w Krakowie. Mąż botaniczki Stanisławy Pawłowskiej.

## Prace badawcze
Krąg zainteresowań Bogumiła Pawłowskiego obejmował systematykę okrytozalążkowych, systematykę zbiorowisk roślinnych, florystykę, geografię roślin oraz fitosocjologię. Jest autorem lub współautorem ponad stu prac z zakresu botaniki, takich jak Flora Polska (wspólnie z wieloma innymi autorami), Flora Tatr (nieukończona, tylko tom 1), kilkakrotnie wznawiany klucz do oznaczania Rośliny polskie (z Władysławem Szaferem i Stanisławem Kulczyńskim), czy przeglądowe opracowanie Szata roślinna Polski.
Bogumił Pawłowski był jednym z najlepszych znawców przywrotników (Alchemilla). W obrębie tego rodzaju opisał kilkanaście nowych gatunków, np. przywrotnik polski (Alchemilla polonica) czy przywrotnik Szafera (Alchemilla szaferi). Opracował przywrotniki dla Flory Polskiej, Flory Tatr i Flora of Turkey and the East Aegean Islands, natomiast dla Flora Europaea opracował serię Elatae Rothm. z tego rodzaju.